# Гречаная Гребля
Гречаная Гребля (укр. Гречана Гребля) — село, входит в Згуровскую поселковую общину Броварского района Киевской области Украины. До 2020 года входило в состав Згуровского района.
Население по переписи 2001 года составляло 86 человек. Почтовый индекс — 07652. Телефонный код — 4570. Занимает площадь 0,79 км². Код КОАТУУ — 3221982007.

## Местный совет
07652, Київська обл., Згурівський р-н, с. Жовтневе, вул. Крикуна, 2